# Инюха (река, впадает в Иваньковское водохранилище)
Инюха — река в Тверской области России. Протекает по территории Калининского и Конаковского районов. Впадает в Иваньковское водохранилище на Волге. До заполнения Иваньковского водохранилища являлась притоком реки Шоши.
Длина реки составляет 33 км, площадь водосборного бассейна — 393 км². Кроме этой реки в Иваньковское водохранилище впадает другая Инюха, которая до образования водохранилища была притоком Волги
Исток — к северо-западу от деревни Синцово Калининского района Тверской области. Выше деревни Азарниково — пруд площадью около 7 км².

## Данные водного реестра
По данным государственного водного реестра России относится к Верхневолжскому бассейновому округу, водохозяйственный участок реки — Волга от города Тверь до Иваньковского гидроузла (Иваньковское водохранилище), речной подбассейн реки — бассейны притоков (Верхней) Волги до Рыбинского водохранилища. Речной бассейн реки — (Верхняя) Волга до Куйбышевского водохранилища (без бассейна Оки).
Код объекта в государственном водном реестре — 08010100712110000002930.

### Притоки
(указано расстояние от устья)
- 6,8 км: река Скобра (пр)
- 12 км: река Белава (пр)
- 16 км: река Чернава (пр)
- 21 км: река Рукавец (пр)